# Proasellus dianae
Proasellus dianae är en kräftdjursart som beskrevs av Giuseppe L. Pesce och Roberto Argano 1985. Proasellus dianae ingår i släktet Proasellus och familjen sötvattensgråsuggor. Inga underarter finns listade i Catalogue of Life.